# Modiolus squamosus
Modiolus squamosus is een tweekleppigensoort uit de familie van de Mytilidae. De wetenschappelijke naam van de soort is voor het eerst geldig gepubliceerd in 1967 door Beauperthuy.